# 사우스오스트레일리아 (야구팀)
사우스오스트레일리아(South Australia)는 1934년 창단한 인터내셔널 베이스볼 리그 오브 오스트레일리아와 클랙스턴 실드의 프로 야구 팀이다. 사우스오스트레일리아 주를 연고로 하고 있으며, 홈구장은 쿠퍼스 스타디움이다.